# Radiação

Símbolo de "perigo radioativo" para humanos.

Em física, radiação (do termo latino radiatione) é a propagação de energia de um ponto a outro, seja no vácuo ou em qualquer meio material, podendo ser classificada como energia em trânsito, e podendo ocorrer através de uma onda ou partícula. As radiações podem ser emitidas tanto artificialmente em procedimentos médicos ou atividades industriais, quanto naturalmente, como a luz solar por exemplo. Independente do tipo, elas interagem com os corpos, até mesmo com o ser humano, e depositam neles energia. Essa interação depende do tipo da energia e do meio em que está se propagando.

## Classificação
As radiações podem ser classificadas:

### Pelo elemento condutor de energia
- Radiação eletromagnética: é a energia que se propaga através de uma onda eletromagnética, constituída por um campo elétrico e um campo magnético oscilantes e perpendiculares entre si, que se propaga no vácuo com a velocidade da luz, sendo esta de 299 792 458 m/s (metros por segundo). Ela é caracterizada pelo seu comprimento de onda ou por sua frequência e pelas diversas faixas que constituem o espectro eletromagnético. Pode-se citar, como exemplo de radiação eletromagnética, os raios gama, raios X e a luz do sol, dentre outros.
- Radiação corpuscular: a energia se propaga através de partículas subatômicas, como elétrons, prótons e outras formadas através de fissão nuclear, como os nêutrons. Assim, ela é caracterizada pela sua carga, massa e velocidade, podendo ser carregada ou neutra, leve ou pesada e lenta ou rápida.
- Radiação gravitacional: a radiação gravitacional é uma previsão das equações da relatividade geral. Elas podem ser emitidas em regiões do espaço onde a gravidade é relativística, através de estrelas em colapso.

### Pela fonte de radiação
- Radiação solar: é causada pela energia emitida do sol, provenientes de reações que ocorrem na superfície do astro. A radiação solar se propaga por onda eletromagnética.
- Radiação de Cherenkov: causada quando uma partícula carregada eletricamente, com a velocidade superior à da luz no meio, atravessa um meio isolante. A cor azul característica de reatores nuclear deve-se à radiação de Cherenkov. O nome é em homenagem ao cientista soviético Pavel Cherenkov, vencedor do Prêmio Nobel de Física de 1958.
- Radioatividade: radioatividade (ou radiatividade[2]) é a propriedade de certos tipos de elementos químicos emitirem radiações, um fenômeno que acontece de forma natural ou artificial. A radioatividade artificial ocorre quando há uma transformação nuclear, através da união de átomos ou da fissão nuclear. Já A radioatividade natural ocorre através dos elementos radioativos encontrados na natureza.

### Pelos seus efeitos
- Radiação ionizante:[3][4] é capaz de arrancar qualquer elétron de um átomo se tiver energia maior que a da ligação dele ao átomo. As partículas carregadas eletricamente como beta e alfa são consideradas ionizantes quando possuem uma energia suficiente para ionizar átomos que estão em sua trajetória até que perder toda a sua energia. Somente os raios X e gama são radiações ionizantes observando o espectro de onda eletromagnética, ou seja, têm energia suficiente para ionizar átomos. Como células e, principalmente, o DNA nessas células sofrem dano pela ionização, alta exposição à radiação ionizante aumenta o risco de câncer.
- Radiação não ionizante: é incapaz de ionizar moléculas, por não possuírem energia suficiente para arrancar elétrons dos átomos, porém podem quebrar ligações químicas e moléculas. A maior parte da radiação ultravioleta é considerada não ionizante por não possuir energia suficiente para arrancar elétrons dos principais átomos que constituem o corpo humano e por ser muito pequena a sua penetração.
- Degradação de materiais por radiação: é um fenômeno físico resultante do efeito da radiação ionizante sob a matéria inerte.

### Pelo tipo de radiação
- Radiação alfa (α): ou partícula alfa. É constituído de dois prótons e dois nêutrons (igual ao núcleo de um átomo de Hélio), com carga positiva de 2e. Uma determinada distância que uma partícula percorre até entrar em repouso é chamado "alcance da partícula". Todas as partículas alfa em um meio qualquer e de igual energia têm o mesmo alcance. Como o alcance das partículas alfa é muito pequeno, elas são facilmente blindadas. Tem baixa velocidade (20 000 quilômetros por segundo) ao ser comparada com a velocidade da luz. Sua trajetória em um meio material é retilínea. As partículas alfa são produzidas principalmente nos decaimentos de elementos como o urânio, rádio, plutônio, tório, etc..
- Radiação beta (β): são elétrons emitidos através do núcleo estável de um átomo. São muito mais penetrantes que as partículas alfa. A radiação beta, ao passar por meio material, perde energia, e assim, ionizando átomos que se encontram no caminho. Tem velocidade de aproximadamente 270 000 quilômetros por segundo. Para a blindagem de partículas beta, deve-se usar alumínio ou plástico.
- Radiação gama (γ): a radiação gama é uma onda eletromagnética, e tem um poder de penetração muito grande. Quando atravessam as substâncias, se chocam com suas moléculas. Tem velocidade de 300 000 quilômetros por segundo.
- Radiação X: é uma onda eletromagnética que tem comprimento de onda muito pequeno (entre 1 nanômetro e 5 picômetros). Os raios X possuem as mesmas características dos raios gama, só diferindo em relação a formação, enquanto os raios gama se formam no núcleo atômico, os raios X se formam fora. São muito usados em exames médicos.[5]
- A radiação UV compreende a faixa de comprimentos de onda de 100 nm a 400 nm e é gerada naturalmente pelo Sol, mas também pode ser criada artificialmente. Ela é dividida em três subtipos:[6]
  - UVA (315-400 nm);
  - UVB (280-315 nm);
  - UVC (100-280 nm).

A radiação UVC emitida pelo Sol é totalmente absorvida pela atmosfera terrestre, enquanto a UVB é absorvida em aproximadamente 90%, fazendo com que a maior parte da radiação UV que chega à superfície da Terra seja composta majoritariamente por UVA e uma pequena parcela de UVB.
- Nêutrons: os nêutrons não possuem carga e não produzem diretamente ionização, mas indiretamente transferem energia para outras partícula carregada que pode produzir ionização. Eles atravessam toda a eletrosfera antes de interagir com o núcleo dos átomos. São muito penetrantes e sua massa é 1,675 x 10ˉ²⁷ kg. Podem ser blindados com água, parafina e outros materiais ricos em hidrogênio.

## Radiação não ionizante

### Radiação ultravioleta
Como descrito anteriormente, a maior parte dos raios UV é não ionizante. No entanto, ela ainda assim é nociva a tecidos biológicos e causa efeitos perceptíveis em química.

### Luz visível
O que chamamos de luz, ou luz visível, é a pequena porção do espectro eletromagnético que o olho humano é capaz de captar, de comprimento de onda entre 400 nm e 780 nm.

### Infravermelho
O infravermelho é a onda eletromagnética de comprimentos de onda entre 1 μm e 300 μm. É responsável pela sensação de calor, compondo a maior parte da energia irradiada pelo Sol.

## Interação da radiação com a matéria
A probabilidade de ocorrer interação da radiação com a matéria depende da energia de incidência do fóton, da densidade do meio em que se propaga, da espessura do meio e de seu número atômico.
Os principais fenômenos de interação da matéria com as radiações eletromagnéticas (raios X e gama) são:
- O efeito fotoelétrico ocorre com a interação de um fóton com um elétron orbital, transferindo toda a sua energia para o elétron. Parte desta é carregada pelo elétron em forma de energia cinética e, assim, o fóton desaparece e o átomo é ionizado, gerando a radiação característica, denominada radiação secundária (espalhada);
- O efeito Compton ou espalhamento Compton ocorre quando os raios X transferem parte de sua energia para os átomos alvos. Nela, o fóton chega a colidir com o elétron, mas apenas o faz vibrar dentro de seu orbital, e o fóton continua a se propagar, porém, desvia sua trajetória e assim sofre um espalhamento, também denominado por radiação secundária;
- E por último a produção de par, que é uma forma predominante da absorção da radiação eletromagnética que ocorre entre o elétron e o prósiton. Nele os fótons de alta energia interagem com o campo elétrico nuclear quando passam perto de núcleos com um valor alto de numero atômico.

## Efeitos

### Biológicos
A absorção da radiação em casos mais simples, por exemplo, exposição inadequada a luz solar, pode causar desde leves queimaduras até uma insolação, em casos mais graves, uma exposição a doses altas de radiação, como aconteceu no trágico Acidente nuclear de Chernobil na Ucrânia, pode ocasionar doenças graves como Leucemia e até a morte. Os resultados da exposição à radiação podem ser muito diferentes de um individuo para outro, isso porque cada tecido biológico responde de uma forma. No entanto, um mesmo tipo de exposição pode ocorrer em exames de diagnóstico, como o raio-X, ou em tratamentos de radioterapia. Também podem ocorrer exposições periódicas em certos trabalhos, mas este é monitorado para que não exceda do limite estabelecido. Os efeitos sofridos por trabalhadores de usinas nuclear, mineradores de urânio e radiologistas, são pequenas dores de cabeça, mal estar, possibilidade de desenvolver Catarata, e há certos indícios da diminuição da expectativa de vida, dentre outros. Isto acontece pois a radiação, quando penetra em tecidos vivos, em meio a diversas colisões e interações com átomos e moléculas, perde energia, causando, assim, problemas no funcionamento das células.

### Benefícios
A radiação tem seus benefícios para o ser humanoː a radiação solar, por exemplo, é um meio natural de emissão e é primordial para a vida na Terra. Sem ela, não existiria vida como conhecemos hoje. As radiações emitidas artificialmente também são benéficasː na medicina moderna, várias atividades médicas usam a radiação, como a radiografia, mais conhecida como raio x; a radioterapia, usada no tratamento de tumores; e a medicina nuclear, que tem, por objetivo, um diagnóstico. O perigo de um tratamento com radiação é inevitável. No caso da radioterapia que trata um tumor, ele pode ser fatal, porém, por não haver outro tipo de tratamento, os riscos são justificáveis. Nas radiografias, o nível de exposição é muito baixo, mas ela só deve ser feita por um profissional com formação adequada. Da mesma forma que a radioterapia, os benefícios da radiografia para o paciente superam os seus riscos.

## Controvérsias

### Acidente em Chernobil
Em 26 de abril de 1986, na Usina Nuclear de Chernobil, na Ucrânia (na antiga União Soviética), aconteceu o maior acidente nuclear da história. Um reator explodiu, liberando uma enorme cortina de fumaça com elementos radioativos que rapidamente se espalharam por uma boa parte da Europa e da União Soviética. O governo Soviético tentou manter o acidente em sigilo, sem que houvesse evacuação das pessoas nas cidades mais próximas. Porém, habitantes da cidade a cerca de três quilômetros, foram totalmente infectados e só foram retirados da cidade depois de terem passado horas expostos a radiação. Dessa forma, outros países detectaram um alto nível de radiação no ambiente e, a partir daí, resolveram ajudar a inibir os efeitos que o acidente poderia vir a causar. Muitos países foram infectados com a radiação, entre eles podemos citar a Dinamarca, Suécia, França e Itália. Esse acidente custou a vida de cerca de 4 mil pessoas segundo a Organização das Nações Unidas.

### Acidente radiológico de Goiânia
Em 13 de setembro de 1987, na cidade de Goiânia, o manuseio indevido de um aparelho de radioterapia que continha Césio-137 e fora abandonado onde funcionava o Instituto Goiano de Radioterapia, gerou um acidente que envolveu direta e indiretamente centenas de pessoas. O aparelho foi encontrado por catadores de um ferro-velho local, que entenderam tratar-se de sucata. Foi, então, desmontado e repassado para terceiros, gerando um rastro de contaminação. Foi o maior acidente radioativo do Brasil e o maior do mundo ocorrido fora das usinas nucleares. O acidente foi classificado como nível 5 na Escala Internacional de Acidentes Nucleares, que vai de zero a sete, onde 0 corresponde a um desvio sem risco para segurança, enquanto 7 é um desvio muito grave.